# Peyrun
Peyrun is een gemeente in het Franse departement Hautes-Pyrénées (regio Occitanie) en telt 80 inwoners (2009). De plaats maakt deel uit van het arrondissement Tarbes.

## Geografie
De oppervlakte van Peyrun bedraagt 4,1 km², de bevolkingsdichtheid is dus 19,5 inwoners per km².

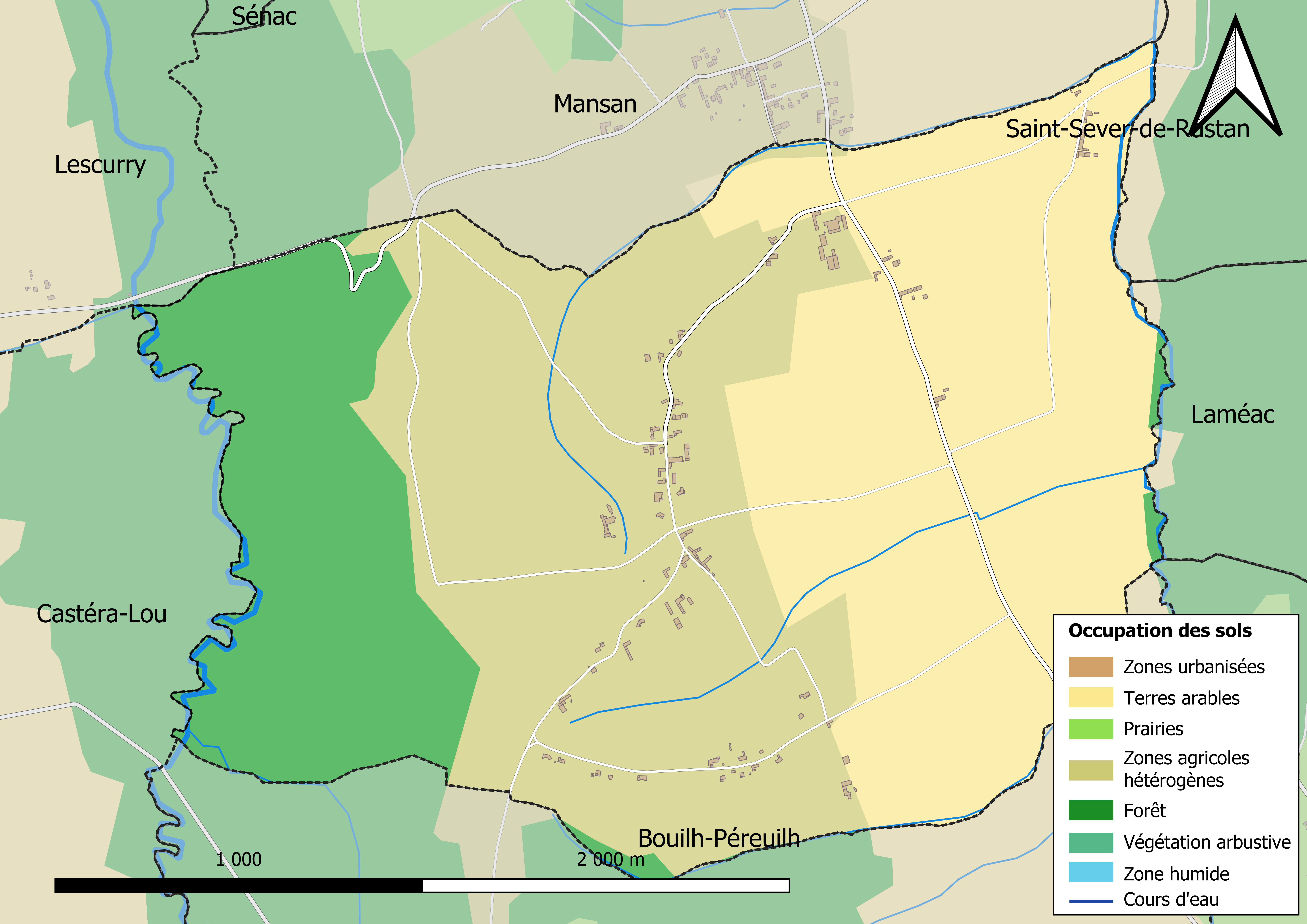
Kaart van de gemeente met belangrijkste infrastructuur, bodemgebruik en omliggende gemeenten

De onderstaande kaart toont de ligging van Peyrun met de belangrijkste infrastructuur en aangrenzende gemeenten.

## Demografie
Onderstaande figuur toont het verloop van het inwonertal (bron: INSEE-tellingen).